# Pomaderris myrtilloides
Pomaderris myrtilloides är en brakvedsväxtart som beskrevs av Edward Fenzl. Pomaderris myrtilloides ingår i släktet Pomaderris och familjen brakvedsväxter. Inga underarter finns listade i Catalogue of Life.